# Heinz Winkel
Heinz Winkel (* 19. April 1914 in Schönwalde; † 5. Februar 1962) war ein deutscher Orchesterleiter des Musikkorps der Schutzpolizei Berlin und Obermusikmeister.

## Leben
Heinz Winkel trat am 1. Juli 1934 in die Polizei ein und leistete vom Oktober 1936 bis Oktober 1938 den Wehrdienst ab. Darüber hinaus war er in den 1930er Jahren Trompeter im Musikkorps der motorisierten Gendarmerie in Potsdam und Mitglied der Nationalsozialistischen Volkswohlfahrt. Vom November 1940 bis März 1943 studierte er Musik am Konservatorium Berlin, das er mit der Musikmeisterprüfung mit der Note gut abschloss. Daraufhin nahm Winkel vom März bis April 1943 an dem 19. Reserveoffizieranwärter-Lehrgang in Mariaschein teil, wo er eine Fachprüfung ablegte. Er wurde am 14. August 1943 zum Leutnant der Schutzpolizei und Musikmeister ernannt und für die Polizeiverwaltung Breslau vorgesehen, wo er das Polizei-Einsatzmusikkorps 1 leitete. Im August 1944 wurde Winkel und sein Musikkorps zur Polizei-Waffenschule I in Dresden in Marsch gesetzt und im Dezember selben Jahres dem Befehlshaber der Ordnungspolizei Salzburg unterstellt.
Nach dem Kriegsende trat Heinz Winkel im November 1945 in den Berliner Polizeidienst als Hauptwachtmeister im Straßenaufsichtsdienst des Polizeireviers 31 / Polizeiinspektion Tiergarten. Auf seine Intervention beim Polizeipräsidenten von Berlin gelang ihm die Bildung eines Polizeiorchesters, das im November 1948 aufgestellt wurde und das er bis zu seinem Tod 1962 leitete. Bei den Pfingstkonzerten im Berliner Zoo und den großen Polizeischauen im Berliner Olympiastadion erspielte sich das Musikkorps der Schutzpolizei Berlin einen hohen Rang. Des Weiteren zeichnete er sich durch zahlreiche Schallplattenaufnahmen aus.

## Kompositionen (Auswahl)
- Feuerreiter (Marsch)
- Frohes Leben (Marsch)
- Gruß an Berlin (Marsch)
- Jupiter-Marsch
- Marsch der Schutzpolizei